# Aglomeração urbana
A aglomeração urbana é um processo de expansão de núcleos urbanos distintos (entre 2 ou mais) com produção e intensificação de fluxos que extrapolam os limites políticos/administrativos dos municípios. A proximidade física dos núcleos urbanos intensifica os fluxos (comerciais, laborais, institucionais, busca por serviços especializados) e estes, por sua vez, “costuram” estes núcleos que  passam a existir como se fossem um só, um “microssistema urbano.” O fluxo mais significativo que se estabelece entre estes núcleos é o movimento pendular de trabalhadores assalariados (residência- trabalho-residência).”.
Quando uma das cidades participantes de uma aglomeração urbana se destaca das outras, influenciando a economia ao seu redor surge a metrópole, que tem por definição uma cidade principal que se destaca em um “microssistema urbano” abrigando assim o núcleo metropolitano, que ocasionaria o conceito de satelitização das cidades em volta.
A aglomeração oferece inúmeras vantagens sejam econômicas, produção de bens e/ou serviços, concentração geográfica ou industrial, redução do custo de transporte. Assim é gerada através das relações entre as cidades que constituem a aglomeração urbana uma melhor relação de comércio através das atividades locais proporcionando economias mais fortes, experiência aos trabalhadores no mercado local, aumentando da produtividade dos trabalhadores na região através da integração da organização, o planejamento e a execução de funções públicas de interesse comum.

## No Brasil
A Constituição Federal de 1988, no seu artigo 25, parágrafo 3.º define aglomeração urbana  como o resultado do crescimento físico das cidades, da proximidade de zonas urbanas e do relacionamento frequente entre as cidades. Conforme o mencionado parágrafo constitucional, concedeu aos estados a instituição de Regiões Metropolitanas e Aglomerações Urbanas “constituídas por agrupamentos de municípios vizinhos, com o objetivo de integrar a organização, o planejamento e a execução de funções públicas de interesse comum”. Assim, a partir de 1988, as Unidades da Federação, buscando solucionar problemas de gestão do território estadual, vêm definindo e redefinindo novas Regiões Metropolitanas e Aglomerações urbanas, criadas por lei complementar estadual.
O Instituto Brasileiro de Geografia e Estatística (IBGE), na década de 70, criou a Comissão Nacional de Regiões Metropolitanas e Política Urbana (CNPU), nesse período foi identificado as aglomerações urbanas no Brasil como unidades que apresentavam um processo de urbanização e expansão de uma cidade central, apresentando: área espacial compatíveis com os municípios vizinhos, relações sociais e econômicas, processo de urbanização, movimentos pendulares para trabalho e estudo e/ou pela contiguidade da mancha urbanizada. 
O conjunto de critérios que caracterizam as aglomerações urbanas segundo o IBGE são: população, densidade demográfica, mobilidade pendular e ocupação, crescimento populacional, grau de urbanização.
Conforme a tabela de “Composição Regiões Metropolitanas, Aglomerações Urbanas e Regiões Integradas de Desenvolvimento” disponibilizada pelo IBGE revisão de trinta de junho de dois mil ; 
| UF | Nome da Região                                  | Município              | Legislação              |
| -- | ----------------------------------------------- | ---------------------- | ----------------------- |
| RS | Aglomeração Urbana do Litoral Norte             | Arroio do sal          | Lei Complementar 12.100 |
| RS | Aglomeração Urbana do Litoral Norte             | Balneário pinhal       | Lei Complementar 12.100 |
| RS | Aglomeração Urbana do Litoral Norte             | Capão da canoa         | Lei Complementar 12.100 |
| RS | Aglomeração Urbana do Litoral Norte             | Capivari do sul        | Lei Complementar 12.100 |
| RS | Aglomeração Urbana do Litoral Norte             | Caraá                  | Lei Complementar 12.100 |
| RS | Aglomeração Urbana do Litoral Norte             | Cidreira               | Lei Complementar 12.100 |
| RS | Aglomeração Urbana do Litoral Norte             | Dom pedro de alcântara | Lei Complementar 12.100 |
| RS | Aglomeração Urbana do Litoral Norte             | Imbé                   | Lei Complementar 12.100 |
| RS | Aglomeração Urbana do Litoral Norte             | Itati                  | Lei Complementar 12.100 |
| RS | Aglomeração Urbana do Litoral Norte             | Mampituba              | Lei Complementar 12.100 |
| RS | Aglomeração Urbana do Litoral Norte             | Maquiné                | Lei Complementar 12.100 |
| RS | Aglomeração Urbana do Litoral Norte             | Morrinhos do sul       | Lei Complementar 12.100 |
| RS | Aglomeração Urbana do Litoral Norte             | Osório                 | Lei Complementar 12.100 |
| RS | Aglomeração Urbana do Litoral Norte             | Palmares do sul        | Lei Complementar 12.100 |
| RS | Aglomeração Urbana do Litoral Norte             | Terra de areia         | Lei Complementar 12.100 |
| RS | Aglomeração Urbana do Litoral Norte             | Torres                 | Lei Complementar 12.100 |
| RS | Aglomeração Urbana do Litoral Norte             | Tramandaí              | Lei Complementar 12.100 |
| RS | Aglomeração Urbana do Litoral Norte             | Três cachoeiras        | Lei Complementar 12.100 |
| RS | Aglomeração Urbana do Litoral Norte             | Três forquilhas        | Lei Complementar 12.100 |
| RS | Aglomeração Urbana do Litoral Norte             | Xangri-lá              | Lei Complementar 12.100 |
| RS | Aglomeração Urbana do Sul                       | Arroio do Padre        | Lei Complementar 11.876 |
| RS | Aglomeração Urbana do Sul                       | Capão do Leão          | Lei Complementar 9184   |
| RS | Aglomeração Urbana do Sul                       | Pelotas                | Lei Complementar 9184   |
| RS | Aglomeração Urbana do Sul                       | Rio grande             | Lei Complementar 11.876 |
| RS | Aglomeração Urbana do Sul                       | São José do norte      | Lei Complementar 11.876 |
| SP | Aglomeração Urbana de Jundiaí                   | Cabreúva               | Lei Complementar 1.146  |
| SP | Aglomeração Urbana de Jundiaí                   | Campo limpo paulista   | Lei Complementar 1.146  |
| SP | Aglomeração Urbana de Jundiaí                   | Itupeva                | Lei Complementar 1.146  |
| SP | Aglomeração Urbana de Jundiaí                   | Jarinu                 | Lei Complementar 1.146  |
| SP | Aglomeração Urbana de Jundiaí                   | Jundiaí                | Lei Complementar 1.146  |
| SP | Aglomeração Urbana de Jundiaí                   | Louveira               | Lei Complementar 1.146  |
| SP | Aglomeração Urbana de Jundiaí                   | Várzea paulista        | Lei Complementar 1.146  |
| SP | Aglomeração Urbana de Piracicaba-AU- Piracicaba | Águas de São Pedro     | Lei Complementar 1.178  |
| SP | Aglomeração Urbana de Piracicaba-AU- Piracicaba | Analândia              | Lei Complementar 1.178  |
| SP | Aglomeração Urbana de Piracicaba-AU- Piracicaba | Araras                 | Lei Complementar 1.178  |
| SP | Aglomeração Urbana de Piracicaba-AU- Piracicaba | Capivari               | Lei Complementar 1.178  |
| SP | Aglomeração Urbana de Piracicaba-AU- Piracicaba | Charqueada             | Lei Complementar 1.178  |
| SP | Aglomeração Urbana de Piracicaba-AU- Piracicaba | Conchal                | Lei Complementar 1.178  |
| SP | Aglomeração Urbana de Piracicaba-AU- Piracicaba | Cordeirópolis          | Lei Complementar 1.178  |
| SP | Aglomeração Urbana de Piracicaba-AU- Piracicaba | Corumbataí             | Lei Complementar 1.178  |
| SP | Aglomeração Urbana de Piracicaba-AU- Piracicaba | Elias Fausto           | Lei Complementar 1.178  |
| SP | Aglomeração Urbana de Piracicaba-AU- Piracicaba | Ipeúna                 | Lei Complementar 1.178  |
| SP | Aglomeração Urbana de Piracicaba-AU- Piracicaba | Iracemápolis           | Lei Complementar 1.178  |
| SP | Aglomeração Urbana de Piracicaba-AU- Piracicaba | Laranjal Paulista      | Lei Complementar 1.265  |
| SP | Aglomeração Urbana de Piracicaba-AU- Piracicaba | Leme                   | Lei Complementar 1.178  |
| SP | Aglomeração Urbana de Piracicaba-AU- Piracicaba | Limeira                | Lei Complementar 1.178  |
| SP | Aglomeração Urbana de Piracicaba-AU- Piracicaba | Mombuca                | Lei Complementar 1.178  |
| SP | Aglomeração Urbana de Piracicaba-AU- Piracicaba | Piracicaba             | Lei Complementar 1.178  |
| SP | Aglomeração Urbana de Piracicaba-AU- Piracicaba | Rafard                 | Lei Complementar 1.178  |
| SP | Aglomeração Urbana de Piracicaba-AU- Piracicaba | Rio claro              | Lei Complementar 1.178  |
| SP | Aglomeração Urbana de Piracicaba-AU- Piracicaba | Rio das pedras         | Lei Complementar 1.178  |
| SP | Aglomeração Urbana de Piracicaba-AU- Piracicaba | Saltinho               | Lei Complementar 1.178  |
| SP | Aglomeração Urbana de Piracicaba-AU- Piracicaba | Santa Gertrudes        | Lei Complementar 1.178  |
| SP | Aglomeração Urbana de Piracicaba-AU- Piracicaba | Santa Maria da Serra   | Lei Complementar 1.178  |
| SP | Aglomeração Urbana de Piracicaba-AU- Piracicaba | São pedro              | Lei Complementar 1.178  |
| SP | Aglomeração Urbana de Franca                    | Aramina                | Lei Complementar 1.323  |
| SP | Aglomeração Urbana de Franca                    | Buritizal              | Lei Complementar 1.323  |
| SP | Aglomeração Urbana de Franca                    | Cristais Paulista      | Lei Complementar 1.323  |
| SP | Aglomeração Urbana de Franca                    | Franca                 | Lei Complementar 1.323  |
| SP | Aglomeração Urbana de Franca                    | Guaíra                 | Lei Complementar 1.323  |
| SP | Aglomeração Urbana de Franca                    | Guará                  | Lei Complementar 1.323  |
| SP | Aglomeração Urbana de Franca                    | Igarapava              | Lei Complementar 1.323  |
| SP | Aglomeração Urbana de Franca                    | Ipuã                   | Lei Complementar 1.323  |
| SP | Aglomeração Urbana de Franca                    | Itirapuã               | Lei Complementar 1.323  |
| SP | Aglomeração Urbana de Franca                    | Ituverava              | Lei Complementar 1.323  |
| SP | Aglomeração Urbana de Franca                    | Jeriquara              | Lei Complementar 1.323  |
| SP | Aglomeração Urbana de Franca                    | Miguelópolis           | Lei Complementar 1.323  |
| SP | Aglomeração Urbana de Franca                    | Patrocínio Paulista    | Lei Complementar 1.323  |
| SP | Aglomeração Urbana de Franca                    | Pedregulho             | Lei Complementar 1.323  |
| SP | Aglomeração Urbana de Franca                    | Restinga               | Lei Complementar 1.323  |
| SP | Aglomeração Urbana de Franca                    | Ribeirão Corrente      | Lei Complementar 1.323  |
| SP | Aglomeração Urbana de Franca                    | Rifaina                | Lei Complementar 1.323  |
| SP | Aglomeração Urbana de Franca                    | São Joaquim da Barra   | Lei Complementar 1.323  |
| SP | Aglomeração Urbana de Franca                    | São José da Bela Vista | Lei Complementar 1.323  |